# بومبيا (إراكليون)
بومبيا (Πόμπια) هي قرية ومقر كومونة بنفس الاسم في بلدية فيستوس ضمن مقاطعة كاندية في جزيرة كريت. تنتمي إلى مقاطعة كينورجيو في محافظة هيراكليون. بنيت في سهل ميسارا عند سفح جبل فيجلا من سلسلة جبال أستروسيا ويبلغ ارتفاعها 150 مترًا عن سطح البحر.
تم ذكرها رسميًا كمستوطنة في عام 1925 مع النشرة الرسمية 27A عام 1925 حيث تم ضمها إلى كومونة بلاتانوس. وفقًا لخطة كاليكراتيس، تم وضعها مع وحدة ميرون ضمن بلدية فايستوس وبلغ عدد سكانها 1,061 نسمة وفقًا لإحصاء عام 2011. في عام 2001 كانت مقر كومونة بنفس الاسم في بلدية ميرون وكان عدد سكانها 955 نسمة في عام 2001. القديس جرجس هو شفيع القرية. 
هناك أنقاض في القرية تعود إلى عصر المينوسي. يحتمل أن اسم القرية أتى من مدينة بومبي الرومانية في جنوب إيطاليا. القرية هي مسقط رأس ميخائيل كوراكاس الذي كان قائد الثورة ضد الأتراك. بنيت مدرسة بومبي الثانوية خلال العهد التركي، والتي كانت واحدة من اثنتين في محافظة كاندية، والتي لا تزال تعمل حتى اليوم.